# Dolicheremaeus distinctus
Dolicheremaeus distinctus är en kvalsterart som beskrevs av Aoki 1982. Dolicheremaeus distinctus ingår i släktet Dolicheremaeus och familjen Tetracondylidae. Inga underarter finns listade i Catalogue of Life.